# Jean Gaspard de Vence
Jean Gaspard de Vence (Marsiglia, 6 aprile 1747 – Vaulichères, 12 marzo 1808) fu un ammiraglio francese.
Famoso corsaro, entrò in seguito nella Marine royale servendo sotto l'ammiraglio d'Estaing. Durante la Rivoluzione Francese fu elevato al rango di contrammiraglio, e poi sotto il Consolato divenne Prefetto marittimo di Tolone.

## Biografia
Nato a Marsiglia il 6 aprile 1747, figlio di Nicolas (1697-1771), un ricco proprietario di piantagioni di canna da zucchero a Santo Domingo, capitano di nave mercantile, intendente della Santé a Marsiglia, mentre sua madre, Marie Caudière, proveniva da una famiglia borghese di Martigues. Da giovane effettuò solidi studi di matematica e navigazione. All'età di 15 anni si imbarcò su un viaggio commerciale da Bayonne a Santo Domingo per raggiungere il fratello maggiore Jean-Baptiste e compiere una campagna di guerra da corsa. Nel 1766 entrò nella Marine royale, imbarcandosi sul vascello da 74 cannoni Le Protecteur, al comando di Jean Joseph de Brovès, inquadrato della Squadra Navale del Levante al comando del Principe de Bauffremont.
Ritornato alla vita civile si dedicò al commercio, divenendo rapidamente capitano mercantile nel 1767, e viaggiando lungo le coste dell'Africa a bordo del l'Auguste al comando del capitano Antoine Palcal. Il mercantile effettuò un viaggio raggiungendo la costa dell'Angola, poi il Reame del Congo, e quindi il golfo di Guinea Purtroppo questa nave affondò tra Capo San Filippo e Benguela, e una volta raggiunta la terraferma passò i successivi quattro mesi camminando su una terra arida in mezzo a grandi sofferenze per raggiungere la civiltà. Molti membri dell'equipaggio morirono durante la spedizione, mentre lui rientrò a Marsiglia mezzo morto a causa dello scorbuto.

### La guerra d'indipendenza americana
Appena recuperata la forma fisica nel 1776 ripartì per le Indie occidentali e la Martinica, all'inizio della Guerra d'indipendenza americana. La Francia non era ancora intervenuta in aiuto degli Stati Uniti, entrando in conflitto contro la Gran Bretagna, però egli ottenne una lettera di marca dal Congresso, che lo autorizzava a condurre la guerra da corsa sotto bandiera americana. Inizialmente servì come capitano corsaro sullo sciabecco La Victoire, ma nel maggio 1777 si imbarcò sul più grande Le Tigre, con cui catturò una nave mercantile inglese, armata con 24 cannoni, che recava a bordo un carico del valore di 500.000 livres. Durante i 18 mesi passati alle Antille prese parte a 40 combattimenti, catturando 211 prede. Sulla sua testa il primo ministro Lord North e il Parlamento britannico misero una taglia di due milioni di sterline. Le sue attività, unite a quelle di un altro corsaro, Louis Pringent, fecero aumentare a Londra le polizze di assicurazione, per le navi in ritorno da Dominica, Grenada e Saint Kitts, del ventitré per cento.
Quando re Luigi XVI dichiarò guerra alla Gran Bretagna, egli riprese servizio nella Marina reale. La sua reputazione nelle Indie Occidentali era tale che il governatore delle Isole del Vento francesi, il Marchese de Bouillé, sollecitò i suoi servigi per la conquista della Dominica. Alla testa di 400 pirati equipaggiati a proprie spese conquistò Fort Cachacrou, fatto determinante per la conquista dell'isola. Il giorno dopo, per impedire il saccheggio indiscriminato delle proprietà degli abitanti dell'isola, pagò di tasca propria ai 400 uomini sotto il suo comando la somma di 120 portoghesi (5.280 livres). Ritornò alla Martinica con un brevetto di tenente comandante, e come ricompensa per le eccezionali doti militari, il 20 settembre 1778 gli fu affidato il comando della Truite. L'ammiraglio d'Estaing sollecitò il suo aiuto durante la battaglia di Santa Lucia avvenuta pochi mesi più tardi. Il 1º gennaio 1779 assunse il comando della La Cérès, ed in seguito passo a servire, con il grado di tenente, sul vascello Le Languedoc, nave ammiraglia di d'Estaing. L'ammiraglio aveva molto sentito parlare delle sue imprese, e si legò a lui con una solida amicizia.

### La presa dell'isola di Grenada

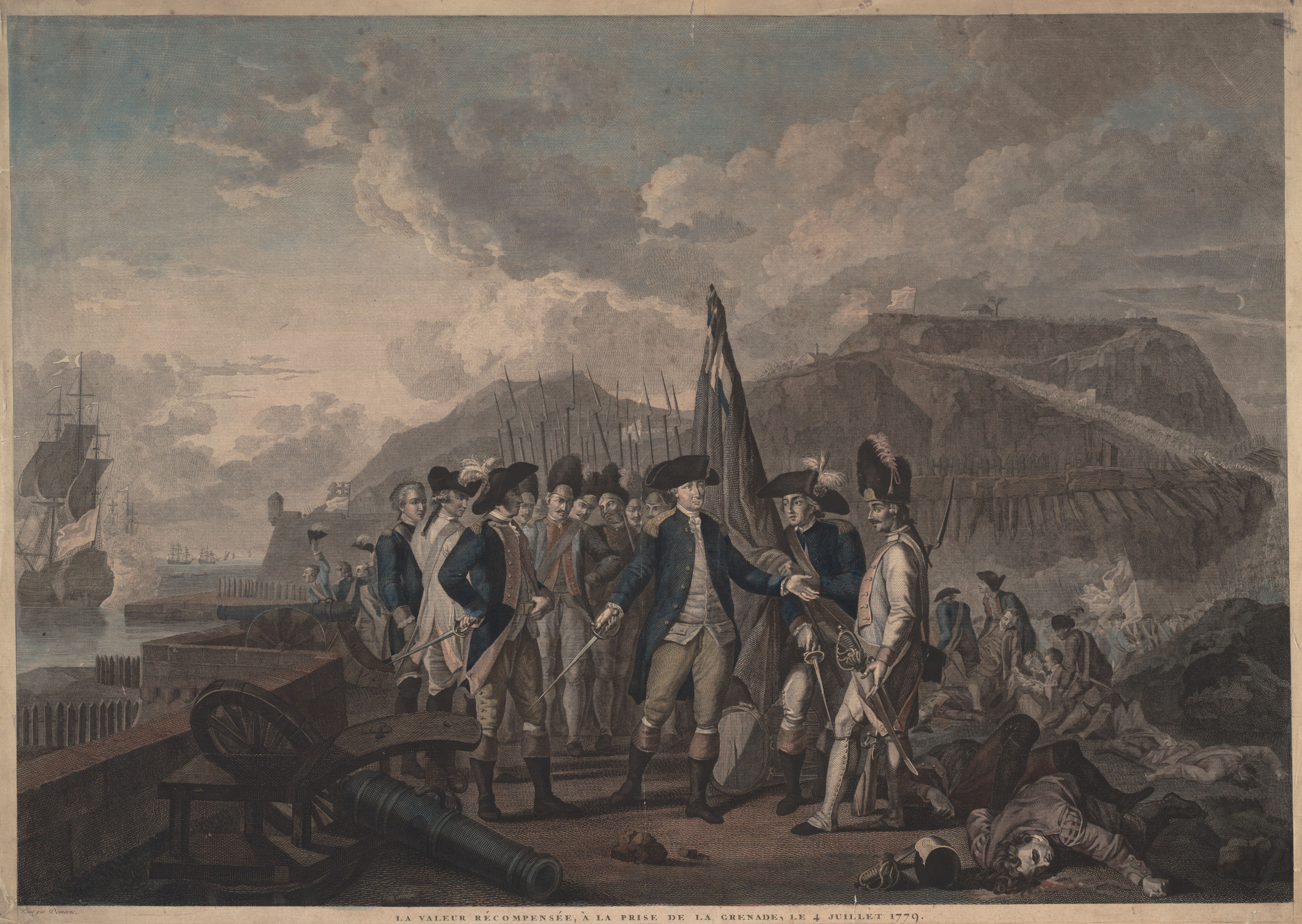
«La valorosa ricompensa assegnata durante la presa di Grenada, il 4 luglio 1779»
Il conte d'Estaing promuove ufficiale il bravo Hourador che aveva salvato la vita di Monsieur de Vence quando aveva ammainato la bandiera inglese.

Ebbe un ruolo decisivo durante la presa dell'isola di Grenada, allora possedimento inglese, il cui governatore all'epoca era Lord Macartney. Svolse un ruolo fondamentale nella presa della batteria d'artiglieria di Morne de l'Hôpital, la cui posizione dominava tutta l'isola. Al comando di ottanta granatieri arrivò in cima alla collina, forzando le difese ed impadronendosi della batteria dal lato est. Al suo apparire i miliziani abbandonarono le loro postazioni, e ciò mise in allarme i soldati inglesi. Senza dare loro il tempo di ritornare sui loro passi, corse verso la bandiera inglese che sventolava sulla batteria principale, tagliandone la drizza con una spada, ammainandola, mettendosela sotto braccio ed alzando quella francese. Quando i granatieri inglesi si ripresero dallo stupore, rendersi conto che aveva sotto il suo comando circa ottanta uomini, e la colonna comandata dal conte d'Estaing in persona era ancora lontana, ritornarono all'attacco. Appoggiato al pennone, aveva sotto il braccio sinistro la bandiera inglese e la usò come scudo per difendersi. Per alcuni minuti, non disponendo di altra arma che della sua spada, si difese da solo contro un drappello di granatieri inglesi che lo attaccarono confusamente usando sciabola e baionette. Sarebbe stato ucciso se Houradoux, sergente del suo distaccamento, non fosse avanzato per soccorrerlo, salvandogli la vita.
In quel momento arrivò alla testa della colonna il conte d'Estaing, e tutto finì rapidamente, egli consegnò la bandiera inglese appena conquistata al Conte, presentandogli anche il sergente Houradoux, che fu poi promosso ufficiale. L'ammiraglio diede ordine di puntare i cannoni della batteria sulla città, e il governatore Macartney si arrese a discrezione. Durante l'attacco a Morne la cassa con gli effetti personali di Macartney cadde nelle sue mani. Essa conteneva, tra gli altri, alcuni gioielli e la placca in diamante della decorazione dell'Ordine del Bagno (un oggetto del valore di quasi 50.000 livres). Egli riferì a Lord Macartney che la cassetta, secondo le leggi di guerra, passava di sua proprietà. Per il grande valore dimostrato durante la conquista dell'isola d'Estaing gli promise il conferimento della Croce di Cavaliere dell'Ordine di San Luigi e la conferma del suo grado militare, nominandolo nel contempo Capitano del porto di Grenada, così gloriosamente passato sotto la dominazione francese. Nel mese di settembre, per sostenere i patrioti americani in difficoltà in Georgia, il conte d'Estaing decise di attaccare Savannah.
Durante tale spedizione gli venne assegnato il comando dell'avanguardia, formata da ottanta granatieri volontari, incaricati di attaccare la principale ridotta difensiva di Spring Hill. Cinquecento granatieri, al comando di due colonnelli, erano destinati a sostenerlo, seguite da altre truppe d'élite al comando diretto di d'Estaing. Truppe americane, al comando di Benjamin Lincoln, dovevano effettuare un falso attacco sul lato opposto della ridotta. Fatta una breccia su una barricata, l'attraversò sotto un violento fuoco difensivo, entrando nel fortino con la spada in mano. Il distaccamento di granatieri che doveva supportare l'attacco, una volta arrivato dinnanzi alla breccia, si trovò sotto un fuoco così violento che i loro comandanti preferirono girare attorno alla barricata, solamente per ritrovarsi intrappolati in una palude sotto il pesante fuoco inglese, decidendo quindi di ritirarsi. Dopo quasi un'ora dall'inizio dell'attacco alla ridotta, non vedendo soccorsi, ma anzi che le truppe francesi si stavano ritirando lasciandolo quasi da solo nel bel mezzo di un mucchio di cadaveri, fu costretto a ripiegare, ripassando il fossato come tredicesimo e ultimo superstite, senza ricevere alcuna ferita. L'ammiraglio d'Estaing lodò comunque la sua sfortunata azione da lui effettuata insieme ad alcuni granatieri. In una lettera spedita al Ministro della Marina l'ammiraglio scrisse che egli era stato uno dei pochi a distinguersi durante la sfortunata impresa. Fu in quel momento che il Cavaliere de Borda coniò il suo motto Vence sempre davanti (Vence toujours devance).
All'età di 32 anni, visti i suoi brillanti successi, divenne Cavaliere di San Luigi il 24 gennaio 1780. La sua fortuna, ma soprattutto la sua stretta amicizia con l'ammiraglio d'Estaing suscitarono acuta gelosia. Il Marchese de Bouille, originariamente molto favorevole a lui, si unì i suoi nemici, che erano anche quelli di d'Estaing. All'epoca dell'insediamento come Capitano del porto di Grenada alcuni subalterni, in seguito condannati per prevaricazione e falsa testimonianza, lo accusarono di aver ceduto alla tentazione e di aver tenuto per sé la somma di 1.000 livres dai soldi ricavati dalla vendita delle attrezzature marine a disposizione del porto. In realtà egli aveva solamente usato alcuni alberi destinati ai bastimenti per costruire i pontili del porto. Le accuse erano ridicole, in quanto all'epoca la sua fortuna personale stimata aveva già superato la cifra di 500.000 livres. Tuttavia in seguito a questo fatto dovette dimettersi dall'incarico. Nel corso del 1783 il Ministro della Marina Charles Eugene Gabriel de la Croix de Castries gli ordinò di trasferirsi in India per prestare servizio sotto il comando di Charles Joseph Patissier de Bussy-Castelnau.
La nave che lo stava trasportando in Francia fu attaccata dal cutter inglese Keith, al comando del capitano Henry Trollope, e colò a picco con la sua immensa fortuna, accumulata durante l'attività di corsaro. Insieme agli altri naufraghi fu raccolto dalla nave inglese vicino alla costa spagnola, e il capitano, non avendolo riconosciuto, lo fece sbarcare a Lisbona, in Portogallo. Una volta in città fu informato dall'ambasciatore francese della presenza a Cadice di d'Estaing, che doveva assumere il comando della flotta combinata franco-spagnola. Una volta arrivato a destinazione raccontò la sua storia all'ammiraglio, che in vista dell'imminente campagna militare gli assegnò il comando del vascello Le Terrible. Deciso a chiedere ed a ottenere giustizia, presentò un primo ricorso contro le accuse che, nonostante il forte sostegno datogli da d'Estaing e da molti altri ufficiali di marina, non ebbe successo. Dopo diversi anni di tribolazioni, che non alterarono mai la sua determinazione nell'ottenere giustizia, nel 1789 la stampa si interessò al suo caso. Ciò spinse il Ministro ad intervenire presso il Consiglio della Marina, che prese in esame il suo caso. Nel 1783, inoltre, venne ammesso come membro originario nella Società dei Cincinnati.

### La rivoluzione francese

Jean Gaspard de Vence con il vascello Le Duquesne porta a Tolone un convoglio di viveri e mette in fuga tre vascelli inglesi, 2 aprile 1794.

All'epoca della Rivoluzione francese fu dapprima arruolato come ufficiale nella guardia nazionale di Parigi, posta sotto il comando del Marchese de La Fayette, mentre d'Estaing assunse il comando di quella di Versailles. Nel gennaio 1792 fu reintegrato nella Marina come capitano di vascello, agli ordini di Antoine Jean Marie Thévenard, prosciolto definitivamente da tutte le vecchie accuse mosse contro di lui a Grenada, ed indennizzato delle spese e degli stipendi delle precedenti campagne. Ben presto perse ogni simpatia per il nuovo regime. Imbarcato sul vascello Le Duquesne assunse il comando di una piccola divisione navale che si recò dapprima in Levante, e poi a Tunisi, per prendere in consegna un grande carico di grano destinato alla popolazione, in quanto la Francia stava attraversando una fase di carestia. Ritornato in patria in ritardo sui tempi previsti fu accusato di tradimento. In realtà i ritardi furono causati dalle flotte inglesi e spagnola che aspettavano la sua uscita da Tunisi per impadronirsi del convoglio, e dal fatto che molti dei suoi ufficiali abbandonarono i loro posti, disertando. Per rimuoverlo dal comando e sostituirlo fu inviato a Tunisi Georges René Pléville Le Pelley che, dopo un'indagine appropriata che mise in luce gli sforzi i suoi per riportare in patria il convoglio, gli rese giustizia confermandolo al comando e ritornando a Parigi a perorare la sua causa. Infine rientrò a Marsiglia con un convoglio di 80 vele, dopo essere passato attraverso sette bastimenti nemici che bloccavano Tunisi, catturando due navi spagnole al largo della costa della Corsica, e continuando la navigazione scortando a Tolone un ricco convoglio di venti navi. A quel tempo la città soffriva la fame, ed avvicinandosi alla città forzò il blocco di tre navi inglesi con il solo Le Duquesne e la corvetta la Fauvette, entrando in porto, con le due navi spagnole catturate, tra la grande ammirazione dei cittadini che lo accolsero come un eroe. Le navi catturate erano cariche di considerevoli somme in lingotti d'oro e d'argento.
Assegnato alla squadra di Tolone assunse il comando del vascello L'Heureux. Il 16 novembre 1793 fu nominato contrammiraglio, nomina successivamente confermata con decreto del 2 settembre 1794. Durante il corso del 1794 venne destituito, per essere successivamente reintegrato nel grado nel corso dello stesso anno e trasferito a Brest. Avendo seguito tutte le fasi del processo all'ammiraglio d'Estaing, quando questi venne condannato alla ghigliottina, effettuò una deviazione per raggiungere Parigi dove disse addio al vecchio amico. Durante questo turbolento periodo Vence perse anche il fratello e il nipote, entrambi condannati a morte in quanto considerati realisti.
Giunto a Brest assunse il comando di una squadra navale che, dopo qualche tempo, scortò un convoglio da Bordeaux, lungo la costa atlantica, con destinazione Lorient. Attaccato da una squadra navale al comando dell'ammiraglio William Cornwallis, dovette rifugiarsi a Belle Île, dove si fermò ad attendere l'orario del cambio delle maree, per partire al momento opportuno raggiungendo Lorient. Contro il parere di Kerguelen che condivideva l'idea di Vence di attendere l'evolversi delle maree, i commissari della Convenzione presenti a Brest e l'ammiraglio Louis Thomas Villaret de Joyeuse inviarono una squadra, al fine di prestargli soccorso ed unirsi alla sua divisione all'altezza dell'isola di Groix. Questa sortita divenne un disastro, noto come Battaglia di Groix, in cui numerose navi francesi disobbedirono agli ordini del vice-ammiraglio Villaret de Joyeuse.
Svolse poi le funzioni di Addetto militare del porto di Lorient dal 24 giugno all'8 dicembre 1795, assumendo quindi il comando di una divisione navale. Alla fine dell'anno divenne comandante della rada di Brest, per divenire successivamente vice in comando dell'ammiraglio Villaret de Joyeuse. In vista della spedizione in appoggio ai rivoltosi irlandesi divenne comandante della 2ª Squadra, ma si oppose strenuamente, insieme con Villaret de Joyeuse, alla realizzazione di tale progetto. I due ammiragli motivarono la loro contrarietà per lo stato generale di armamento delle navi, la drammatica mancanza di equipaggi esperti, e l'assenza di viveri di riserva. Le autorità politiche sostituirono immediatamente Villaret de Joyeuse con Justin Bonaventure Morard de Galles, e Vence con François Joseph Bouvet de Précourt. Due mesi dopo la spedizione si rivelò un totale fallimento.

### Il suo periodo a Tolone

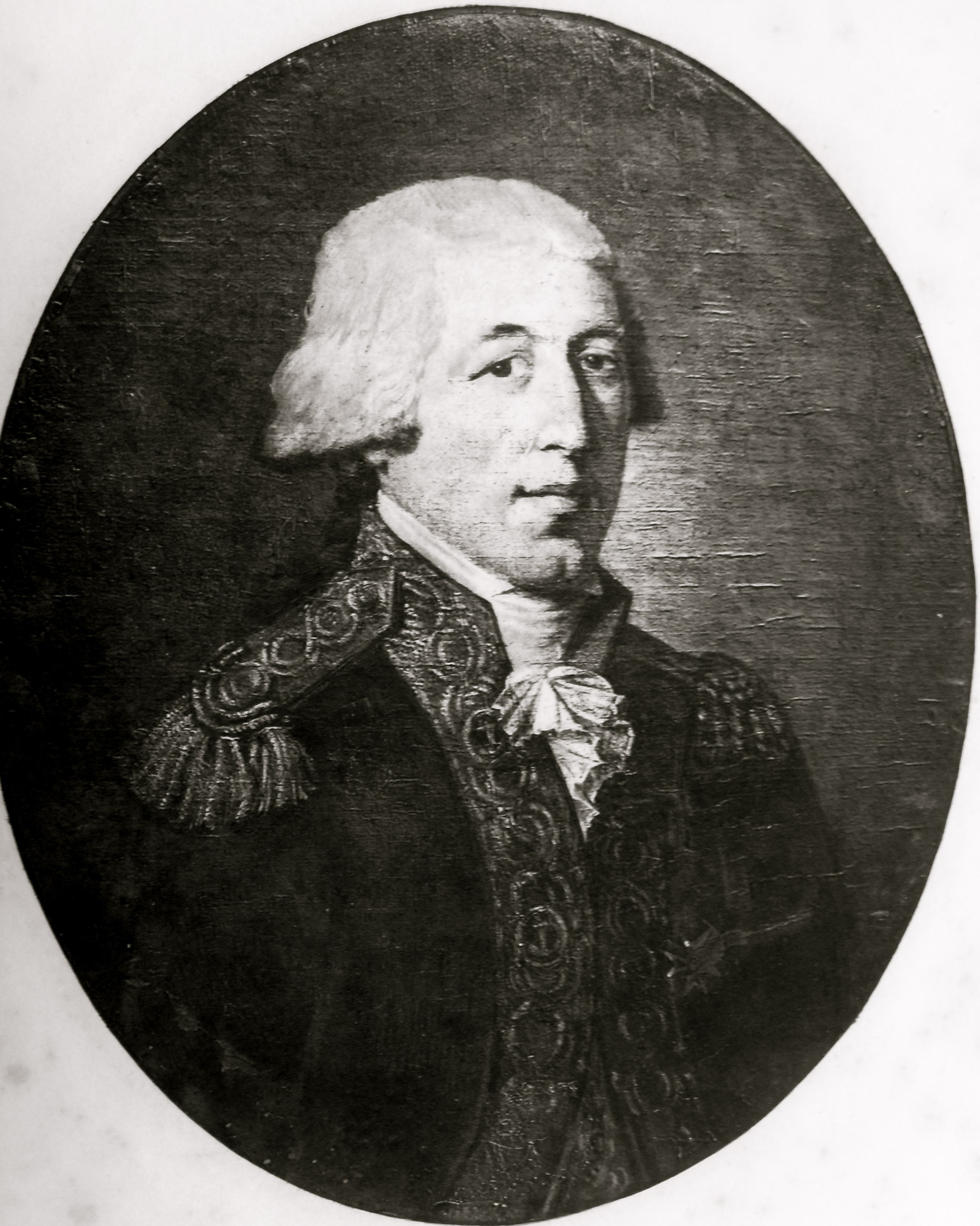
Ritratto di Jean Gaspard de Vence.

Dopo il colpo di stato del 18 fruttidoro venne nominato comandante dell'arsenale di Tolone, e in questa veste, di concerto con Najac, in vista della Campagna di conquista dell'Egitto progettata da Napoleone Bonaparte, sostenne la preparazione della grande Flotta d'invasione, e della squadra navale di appoggio agli ordini dell'ammiraglio Brueys. Durante il suo soggiorno a Tolone per i preparativi ricevette visite quotidiane da parte di Bonaparte nel suo studio, e a volte le dure discussioni vennero temperate dalla presenza di sua figlia, a cui Bonaparte dimostrava molto affetto. Dopo la partenza della flotta, egli assicurò la base logistica per l'Italia, Malta e l'Egitto, e la preparazione di una seconda squadra di trentotto bastimenti destinata a rinforzare l'Armata di Bonaparte. Arrivò ripetutamente a finanziare di tasca propria l'equipaggiamento di tali navi, e dei loro equipaggi, a causa della mancata erogazione dei finanziamenti ad esse destinate. Si mise nei guai con la municipalità di Tolone per aver fatto rilasciare un ufficiale di marina incarcerato per essere stato denunciato come emigrante. Entrato in conflitto con l'ammiraglio Eustache Bruix, il 25 maggio 1799 venne trasferito al comando della base di Rochefort. Tuttavia il Consiglio dei Cinquecento annullò tale trasferimento ingiungendoli di riassumere il suo comando a Tolone in data 3 settembre dello stesso anno.
Durante il periodo del Consolato il 20 luglio 1800, data di ufficiale della creazione di questa nuova istituzione, fu nominato Prefetto marittimo di Tolone. Durante tale incarico continuò sempre a mantenere la corrispondenza con le truppe francesi rimaste in Egitto, al comando del generale Kleber. Progettò la costituzione di una squadra di soccorso, al comando del contrammiraglio Honoré-Joseph-Antoine Ganteaume, originariamente destinata ad operare sulla costa dei Barbari. Prestò assistenza all'ammiraglio Charles-Alexandre Léon Durand Linois e all'aiutante generale Pierre Devaux durante la Battaglia di Algeciras, avvenuta il 6 luglio 1801. Nel corso di tale battaglia la marina francese si prese una fiera rivincita sui vincitori di Aboukir. Con le sue azioni contribuì molto all'indebolimento della pirateria berbera imperante nel Mediterraneo.
Nel 1802 fu nominato comandante di una squadra navale disloccata a Brest. Poco dopo fu trasferito come chef d'escadre a Boulogne, dove Bonaparte stava concentrando un'armata in vista dell'invasione dell'Inghilterra. Criticò duramente il progetto delle barche piatte destinate a trasferire le truppe terrestri, dicendo che erano vecchi gusci di noci e non adatti alla traversata del Canale della Manica, esprimendo il suo scetticismo circa il valore della flottiglia del Campo di Boulogne. In seguito a questo fu posto in pensione nel 1803, mentre era in esame la sua promozione al rango di viceammiraglio. Si ritirò nelle sue proprietà terriere di Vaulichères vicino a Tonnere, a produrre vino, e qui si spense a causa di un colpo di freddo il 12 marzo 1808.
Per tutta la sua vita Jean Gaspard de Vence fu sempre un massone, noto come Second Expert e come Chevalier Rose-Croix all'interno della loggia La Douce Union à Grenada nel 1785; in seguito fu membro della Loggia Les Amis Réunis di Auxerre a partire dal 1804. La Loggia marittima Contre-amiral Vence nº2 fu così denominata in suo onore.

### La sua famiglia
Nel 1784 Jean Gaspard de Vence sposò una wurttemburghese originaria di Besigheim, di nome Marie-Marguerite von Wettener de Brondout, figlia del Cavaliere Jean-Henry von Wettener e di Pierrette Girardin de Brondout. Da questa unione nacquero due figli: 
- Jean-Anthelme de Vence (1785-1802), Alfiere (enseigne de vaisseau), che perirà alla Martinica[41] imbarcato sul vascello Le Formidable allora al comando di Pierre Dumanoir le Pelley.
- Marie-Jeanne-Nicolas de Vence (1791-1870), che nel 1812 sposò il capitano di vascello Auguste-Joseph Dumas (1772-1845), che era appena rientrato dall'Inghilterra dopo sei anni di prigionia. In seguito Dumas ricoprì il ruolo di assistente del ministro della Marina, e poi di comandante della Compagnie des Gardes du Pavillon del duca di Angoulême Grande Ammiraglio di Francia e il Maggiore generale della Marina nel porto di Lorient. Fu decorato con l'Ordine di San Luigi, con il Reale Ordine della Legion d'Onore e la decorazione del Lys. Auguste-Joseph Dumas, corrispondente del Conte de Chambord, era il figlio di Pierre Dumas, un ufficiale del reggimento d'Artois, poi negoziante, e di Catherine Durand Elbos, è stato anche il cugino del barone Jean-Joseph de Boissieu Salvaing. I testimoni di nozze furono Denis Decrès e Honoré-Joseph-Antoine Ganteaume, a testimonianza della simpatia di cui godeva presso di loro la memoria di de Vence, morto quattro anni prima. La coppia ebbe tre figli: Marie-Charlotte Amelia (1813-1878), che sposò in prime nozze Edward Louis Vandeuvre, figlio di Pierre-Prudent Vandeuvre-Bazile, deputato sotto la Restaurazione, e poi in seconde secondo nozze Pierre-Louis Menard, notaio a Parigi. Charles-Auguste-Edme (1814-1840), un ufficiale del corpo zuavi ucciso nel corso della battaglia del colle di Mouzaïa. Charles Joseph Dumas-Vence (1823-1904), contrammiraglio, sposato a Mathilde Goüin nipote del ministro Alexandre Goüin.

## Galleria d'immagini

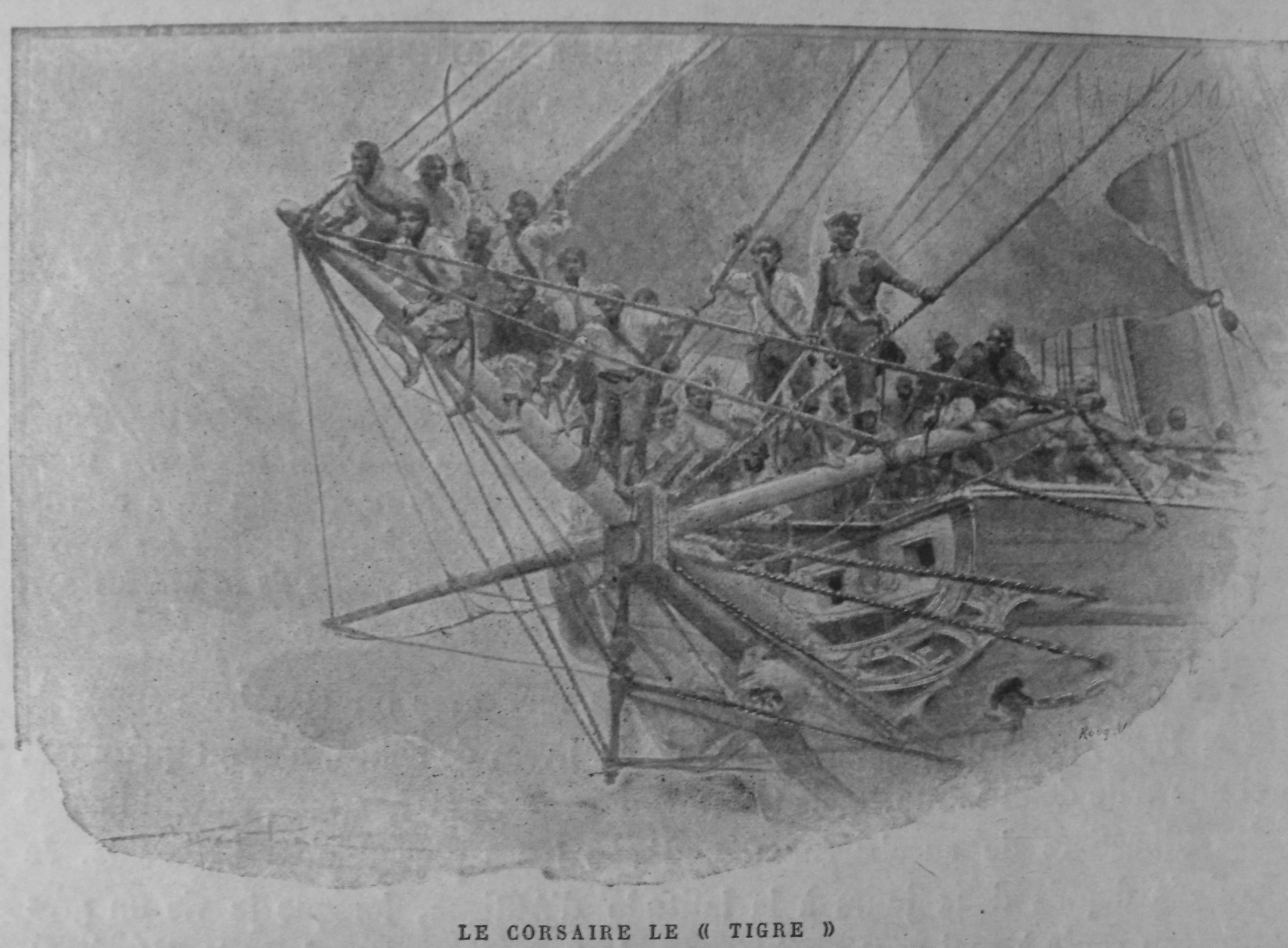
Vence sulla nave corsara "le Tigre".
Vence durante la presa dell'Isola di Grenada, il 4 luglio 1779.
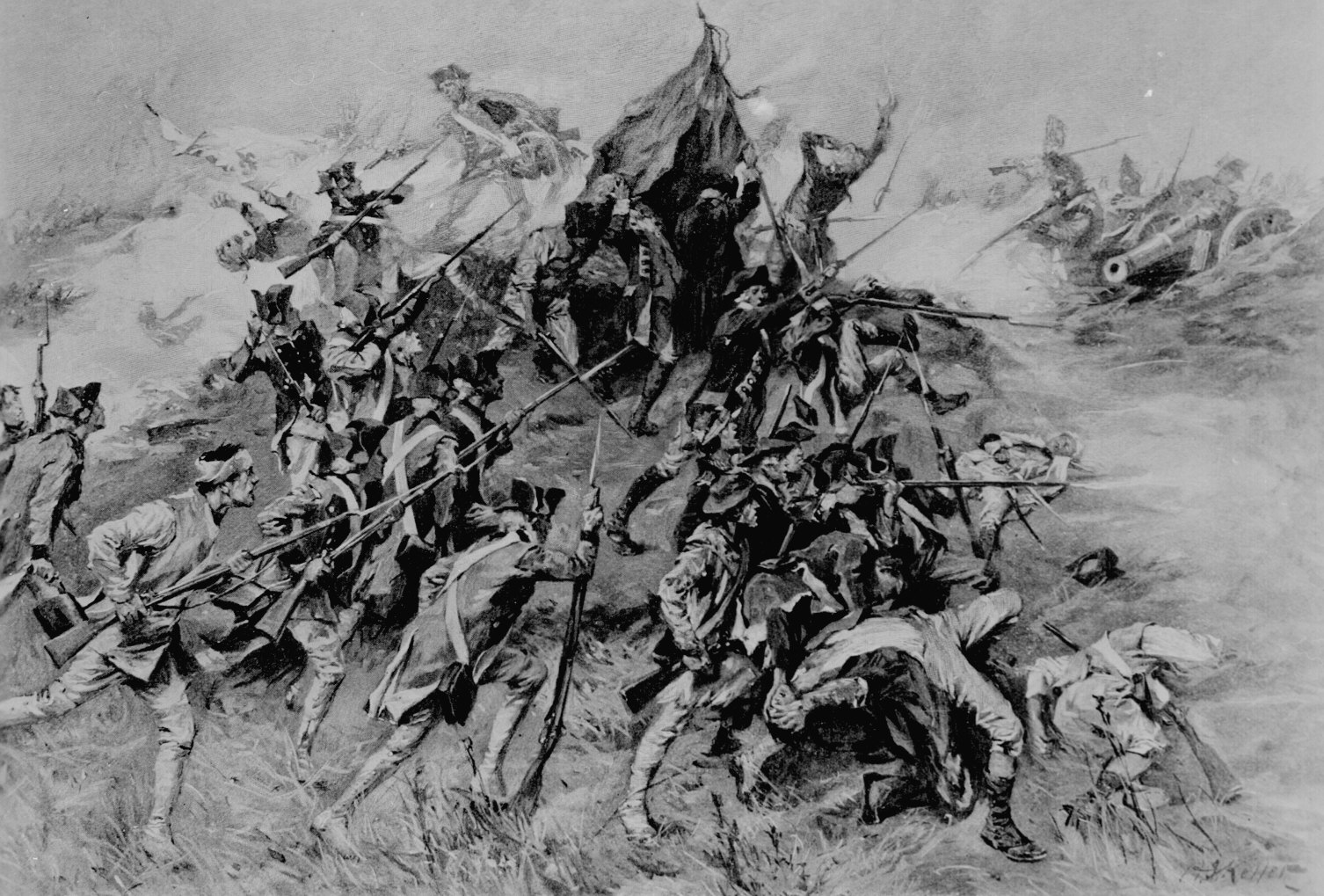
L'attacco a Savannah.

### Periodici
- Giuliano da Frè, Il vallo di legno, in RID-Rivista Italiana Difesa, No.10, Chiavari, Giornalistica Riviera Soc. Coop. a.r.l., ottobre 2005,  pp. 82-97.